# Branden i Bakus tunnelbana 1995
Branden i Bakus tunnelbana 1995 var en brand som bröt ut i Azerbajdzjans huvudstad Bakus tunnelbana den 28 oktober 1995, cirka 2,2 kilometer mellan stationerna Ulduz och Näriman Närimanov. Branden ledde till att 289 personer miste livet och att 265 skadades. Orsaken till branden fanns i ett elfel, men möjligheten att branden var anlagd är inte utesluten.
Även om 95% av de som evakuerades från tåget överlevde kvarstår ändå olyckan som världens hittills dödligaste tunnelbaneolycka. På grund av katastrofen beslöt den svenska transportmyndigheten om åtgärder för att minska riskerna för en liknande olycka och begränsa effekterna om en sådan katastrof skulle ske.

## Bakgrund
Ulduz och Näriman Närimanov-stationerna betjänar den norra delen av Azerbajdzjans huvudstad Baku. Tunneln var utrustad med ett reglerbart ventilationssystem men hade ett relativt smalt tvärsnitt (höjd 5,6 meter, bredd 5 meter).
Före år 1995 var de dödligaste tunnelbaneolyckorna en olycka i New York år 1918, då 93 personer miste livet samt Paris tunnelbanebrand år 1903, då 84 människor avled.

## Händelseförlopp
Branden som berodde på ett elfel utbröt under rusningstid på lördagen cirka klockan 18. Passagerarna i den femte vagnen av det fullastade femvagnståget kände lukten av rök. Senare såg passagerarna i vagn 4 vit rök, som snabbt utvecklades till svart rök. Det förmodade elfelet stoppade tåget, cirka 200 meter från Ulduz-stationen. När tåget stannade fylldes tunneln av rök varefter föraren rapporterade olyckan och krävde att elektriciteten skulle stängas av. Men dödlig rök av kolmonoxid från det brända syntetiska materialet i vagnarna påverkade passagerarna snabbt. På grund av svårigheter med att öppna dörrarna i en vagn var passagerarna i den vagnen tvungna att fly ut genom en annan vagn. 15 minuter efter brandens utbrott sattes ventilationen igång och mycket av röken drogs i riktning med de evakuerade passagerarna. Flera personer dog av elektriska stötar sedan de försökt att ta tag i strömförande kablar för att undkomma det flammande tåget.
Majoriteten av de som dog i katastrofen (som inkluderade 28 barn) fanns döda inne i tågvagnarna, de flesta antingen ihjälkrossade eller trampade till döds. 40 kroppar återfanns inne i tunneln. De överlevande vittnade om att gnistor flugit från högspänningskablar just efter att tåget lämnat Ulduz-stationen. En av passagerarna, Tabil Husejnov, 45, beskrev situationen som följande: "Så fort som tåget åkte in i tunneln såg jag en flamma. Sedan svepte sig flammorna runt om tågvagnen, det hördes ett ljud av krossat glas, och ljuset slocknade. Folk började krossa rutorna för att ta sig ut. Vi började kvävas."
Det beräknade dödsantalet varierade efter branden. Bårhus-tjänstemän rapporterades ha räknat in 303 döda kroppar, medan den fristående azerbajdzjanska nyhetsbyrån Turan citerade medicinska tjänstemän som sade att dödsantalet var 337 personer. En två dagars landssorg inleddes dagen därpå, den 29 oktober. Utländskt bistånd sändes, främst från svenska myndigheten för samhällsskydd och beredskap. Lukoil utfärdade ett bistånd till offrens föräldrar på 9 000 USD.

## Utredning
Regeringens utredningskommission drog slutsatsen att branden orsakats av ett elektriskt fel. Inga explosiva ämnen återfanns. Kommissionens ordförande, vice premiärminister Abbas Abbasov nämnde den "föråldrade" sovjetiska utrustningen som en potentiell anledning till katastrofen. Dock har två mystiska stora hål funnits på den ena vagnens sida och Azerbajdzjans nationella television citerade experter som sade att håligheterna indikerade att en sprängladdning använts. President Hejdär Älijev sade till en amerikansk tjänsteman att även om den preliminära informationen tyder på ett elektriskt fel, var branden "möjligen ett organiserat sabotage".
Högsta domstolen i Azerbajdzjan dömde två personer för brottslig försumlighet. Tunnelbaneoperatören dömdes till 15 års fängelse och stationens trafikkontrollant till 10 års fängelse.

### Fotnoter
1. ↑  Duckworth, I.J. (26 februari 2008). ”Fires in vehicular tunnels”. North American Mine Ventilation Symposium. Arkiverad från originalet den 16 december 2010. https://web.archive.org/web/20101216053007/http://www.smenet.org/uvc/mineventpapers/pdf/058.pdf. Läst 13 mars 2011. (engelska)
2. 1 2 3 4 5  Andersen, Terje. ”Railroad and Metro Tunnel Accidents”. lotsberg.net. Arkiverad från originalet den 29 oktober 2013. https://web.archive.org/web/20131029201110/http://www.lotsberg.net/artiklar/andersen/en_table_1.html. Läst 13 mars 2011. (engelska)
3. 1 2  Reeves, Phil (31 oktober 1995). ”Sabotage fear over metro fire”. The Independent. http://www.independent.co.uk/news/world/sabotage-fear-over-metro-fire-1580269.html. (engelska)
4. ↑  Hedefalk, J. ”Lessons from the Baku subway fire”. CAT.INIST. http://cat.inist.fr/?aModele=afficheN&cpsidt=1373683. (engelska)
5. ↑  ”Look back at the Britannica Calendar of Events to find out what happened in the year 1995:”. Encyclopædia Britannica. http://www.britannica.com/facts/10/40934166/October-28-1995-A-fire-that-envelops-a. (engelska)
6. ↑  Reeves, Phil (30 oktober 1995). ”Old wiring caused worst metro disaster”. The Independent. http://www.independent.co.uk/news/old-wiring-caused-worst-metro-disaster-1580102.html. (engelska)
7. 1 2 3  ”Subway Fire Kills 300 in Caucasus Capital”. The New York Times. 30 oktober 1995. http://www.nytimes.com/1995/10/30/world/subway-fire-kills-300-in-caucasus-capital.html. (engelska)
8. ↑  Edward F. Mickolus, Susan L. Simmons. Terrorism, 1992-1995: a chronology of events and a selectively annotated bibliography, ABC-CLIO, 1997, s. 880
9. ↑  ”Azerbaijani Court Convicts Two in Metro Fire”. RIA Novosti. 8 februari 1996. Arkiverad från originalet den 16 november 2020. https://web.archive.org/web/20201116044618/https://parovoz.com/library/ria.08.02.96.html. Läst 13 mars 2011. (engelska)